# Liste der Bodendenkmäler in Höchstadt an der Aisch
Auf dieser Seite sind die Bodendenkmäler in der mittelfränkischen Stadt Höchstadt an der Aisch zusammengestellt. Diese Tabelle ist eine Teilliste der Liste der Bodendenkmäler in Bayern. Grundlage ist die Bayerische Denkmalliste, die auf Basis des Bayerischen Denkmalschutzgesetzes vom 1. Oktober 1973 erstmals erstellt wurde und seither durch das Bayerische Landesamt für Denkmalpflege geführt wird. Die folgenden Angaben ersetzen nicht die rechtsverbindliche Auskunft der Denkmalschutzbehörde.

## Bodendenkmäler in Höchstadt an der Aisch
| Lage                              | Objekt | Akten-Nr.     | Bild |
| --------------------------------- | --- | ------------- | ---- |
| Höchstadt an der Aisch (Standort) | Schanzanlage der frühen Neuzeit. | D-5-6230-0016 |      |
| Höchstadt an der Aisch (Standort) | Freilandstation des Paläolithikums und Siedlung der Urnenfelderzeit. | D-5-6230-0019 |      |
| Höchstadt an der Aisch (Standort) | Freilandstation des Mesolithikums, Siedlung des Neolithikums, der Urnenfelder- und Spätlatènezeit. | D-5-6230-0020 |      |
| Höchstadt an der Aisch (Standort) | Freilandstation des Mesolithikums, Siedlung der Latènezeit sowie Wüstung des späten Mittelalters. | D-5-6230-0039 |      |
| Höchstadt an der Aisch (Standort) | Freilandstation des Mesolithikums. | D-5-6230-0042 |      |
| Höchstadt an der Aisch (Standort) | Freilandstation des Mesolithikums, Siedlung der späten Hallstatt- und der späten Latènezeit. | D-5-6230-0044 |      |
| Höchstadt an der Aisch (Standort) | Freilandstation des Mesolithikums. | D-5-6230-0047 |      |
| Höchstadt an der Aisch (Standort) | Wüstung des Mittelalters. | D-5-6230-0048 |      |
| Höchstadt an der Aisch (Standort) | Freilandstation des Mesolithikums, Siedlung der Bronze-, Urnenfelder-, Hallstatt- und späten Latène- sowie der römischen Kaiserzeit. | D-5-6230-0072 |      |
| Höchstadt an der Aisch (Standort) | Mittelalterliche und frühneuzeitliche Befunde im Bereich der Burgsiedlung von Höchstadt a.d.Aisch. | D-5-6230-0082 |      |
| Höchstadt an der Aisch (Standort) | Mittelalterliche und frühneuzeitliche Befunde im Bereich der Stadtbefestigung der mittelalterlichen Kernstadt von Höchstadt a.d.Aisch. | D-5-6230-0083 |      |
| Höchstadt an der Aisch (Standort) | Mittelalterliche und frühneuzeitliche Befunde im Bereich der spätmittelalterlichen Kernstadt von Höchstadt a.d.Aisch. | D-5-6230-0084 |      |
| Höchstadt an der Aisch (Standort) | Archäologische Befunde im Bereich der spätmittelalterlichen Stadterweiterung von Höchstadt a.d.Aisch. | D-5-6230-0085 |      |
| Höchstadt an der Aisch (Standort) | Mittelalterliche und frühneuzeitliche Befunde im Bereich der ehem. Burg und des Schlosses von Höchstadt a.d. Aisch. | D-5-6230-0086 |      |
| Höchstadt an der Aisch (Standort) | Mittelalterliche und frühneuzeitliche Befunde im Bereich der Kath. Pfarrkirche St. Georg von Höchstadt a.d.Aisch. | D-5-6230-0087 |      |
| Höchstadt an der Aisch (Standort) | Spätmittelalterliche und frühneuzeitliche Befunde im Bereich der Stadtbefestigung der spätmittelalterlichen Stadterweiterung von Höchstadt a.d. Aisch. | D-5-6230-0088 |      |
| Höchstadt an der Aisch (Standort) | Spätmittelalterliche und frühneuzeitliche Befunde im Bereich der Kath. Pfarrkirche St. Jakobus Maior in Etzelskirchen. | D-5-6230-0091 |      |
| Höchstadt an der Aisch (Standort) | Archäologische Befunde im Bereich der frühneuzeitlichen Kath. Filialkirche St. Laurentius in Nackendorf. | D-5-6230-0119 |      |
| Höchstadt an der Aisch (Standort) | Archäologische Befunde im Bereich der spätmittelalterlichen und frühneuzeitlichen Alten Brücke in Höchstadt a.d.Aisch. | D-5-6230-0120 |      |
| Höchstadt an der Aisch (Standort) | Bestattungsplatz der Bronzezeit mit Grabhügeln. | D-5-6231-0001 |      |
| Höchstadt an der Aisch (Standort) | Bestattungsplatz vorgeschichtlicher Zeitstellung mit Grabhügeln. | D-5-6231-0004 |      |
| Höchstadt an der Aisch (Standort) | Bestattungsplatz vorgeschichtlicher Zeitstellung mit Grabhügeln. | D-5-6231-0005 |      |
| Höchstadt an der Aisch (Standort) | Bestattungsplatz vorgeschichtlicher Zeitstellung mit Grabhügeln. | D-5-6231-0006 |      |
| Höchstadt an der Aisch (Standort) | Befestigung vor- und frühgeschichtlicher Zeitstellung. | D-5-6231-0007 |      |
| Höchstadt an der Aisch (Standort) | Bestattungsplatz vorgeschichtlicher Zeitstellung mit Grabhügeln. | D-5-6231-0009 |      |
| Höchstadt an der Aisch (Standort) | Bestattungsplatz der Bronzezeit mit Grabhügeln. | D-5-6231-0011 |      |
| Höchstadt an der Aisch (Standort) | Freilandstation des Mesolithikums, Siedlung des Neolithikums, der Urnenfelder- und der Hallstattzeit. | D-5-6231-0018 |      |
| Höchstadt an der Aisch (Standort) | Freilandstation des Mesolithikums. | D-5-6231-0019 |      |
| Höchstadt an der Aisch (Standort) | Freilandstation des Mesolithikums, Siedlung des Neolithikums, der Bronze- und der Urnenfelderzeit sowie der Hallstattzeit. | D-5-6231-0021 |      |
| Höchstadt an der Aisch (Standort) | Siedlung vorgeschichtlicher Zeitstellung. | D-5-6231-0028 |      |
| Höchstadt an der Aisch (Standort) | Siedlung der Bandkeramik sowie der Metallzeiten, außerdem Begräbnisplatz mit Brandbestattungen der Urnenfelderzeit. | D-5-6231-0033 |      |
| Höchstadt an der Aisch (Standort) | Siedlung vorgeschichtlicher Zeitstellung. | D-5-6231-0034 |      |
| Höchstadt an der Aisch (Standort) | Freilandstation des Mesolithikums, Siedlung vorgeschichtlicher Zeitstellung, darunter des Neolithikums. | D-5-6231-0035 |      |
| Höchstadt an der Aisch (Standort) | Freilandstation des Mesolithikums. | D-5-6231-0036 |      |
| Höchstadt an der Aisch (Standort) | Siedlung des Neolithikums. | D-5-6231-0043 |      |
| Höchstadt an der Aisch (Standort) | Siedlung vor- und frühgeschichtlicher Zeitstellung. | D-5-6231-0044 |      |
| Höchstadt an der Aisch (Standort) | Freilandstation des Mesolithikums. | D-5-6231-0058 |      |
| Gremsdorf (Standort)              | Freilandstation des Mittel- und Jungpaläolithikums sowie des Neolithikums, Siedlung des Neolithikums, Siedlung der mittleren und späten Bronze- sowie der Urnenfelderzeit, ferner der Eisenzeiten, außerdem Bestattungsplatz vorgeschichtlicher Zeitstellung. | D-5-6231-0064 |      |
| Höchstadt an der Aisch (Standort) | Mittelalterliche und frühneuzeitliche Befunde im Bereich der Kath. Pfarrkirche St. Leonhard in Zentbechhofen, mit frühneuzeitlichen Gruftbestattungen und umwehrtem Kirchhof mit Körpergräbern des späten Mittelalters und der frühen Neuzeit.                | D-5-6231-0087 |      |
| Höchstadt an der Aisch (Standort) | Siedlung vorgeschichtlicher Zeitstellung. | D-5-6231-0088 |      |
| Höchstadt an der Aisch (Standort) | Bestattungsplatz vorgeschichtlicher Zeitstellung mit Grabhügel. | D-5-6231-0091 |      |
| Höchstadt an der Aisch (Standort) | Freilandstation des Mesolithikums sowie Siedlung vorgeschichtlicher Zeitstellung, vor allem der Metallzeiten, darunter der Hallstattzeit und der frühen Latènezeit.                                                                                           | D-5-6231-0093 |      |
| Höchstadt an der Aisch (Standort) | Station des Mesolithikums, Siedlung vorgeschichtlicher Zeitstellung. | D-5-6231-0094 |      |
| Höchstadt an der Aisch (Standort) | Freilandstation des Mesolithikums sowie Siedlung des Neolithikums. | D-5-6231-0096 |      |
| Höchstadt an der Aisch (Standort) | Siedlung vorgeschichtlicher Zeitstellung. | D-5-6231-0099 |      |
| Höchstadt an der Aisch (Standort) | Siedlung vorgeschichtlicher Zeitstellung, darunter der Urnenfelderzeit sowie Siedlung des frühen Mittelalters. | D-5-6231-0100 |      |
| Höchstadt an der Aisch (Standort) | Freilandstation des Mesolithikums. | D-5-6231-0101 |      |
| Höchstadt an der Aisch (Standort) | Freilandstation des Mesolithikums, Siedlung vorgeschichtlicher Zeitstellung. | D-5-6231-0102 |      |
| Höchstadt an der Aisch (Standort) | Siedlung vorgeschichtlicher Zeitstellung. | D-5-6231-0103 |      |
| Höchstadt an der Aisch (Standort) | Freilandstation des Mesolithikums, Siedlung vorgeschichtlicher Zeitstellung. | D-5-6231-0104 |      |
| Höchstadt an der Aisch (Standort) | Siedlung vorgeschichtlicher Zeitstellung, darunter der Urnenfelderzeit, ferner Bestattungsplatz mit Körpergräbern des späten Frühmittelalters. | D-5-6330-0004 |      |
| Höchstadt an der Aisch (Standort) | Bestattungsplatz mit Körpergräbern des ausgehenden Frühmittelalters. | D-5-6330-0005 |      |
| Höchstadt an der Aisch (Standort) | Bestattungsplatz der Hallstatt- und Latènezeit mit Grabhügeln. | D-5-6330-0006 |      |
| Höchstadt an der Aisch (Standort) | Freilandstation des Mesolithikums sowie Siedlung des Neolithikums. | D-5-6330-0019 |      |
| Höchstadt an der Aisch (Standort) | Freilandstation des Mesolithikums, Siedlung des Neolithikums, der Urnenfelder-, der Hallstatt-, der Latène- und der römischen Kaiserzeit. | D-5-6330-0020 |      |
| Höchstadt an der Aisch (Standort) | Freilandstation des Spätpaläolithikums sowie des Mesolithikums, Siedlung des Neolithikums, der Bronze-, der Urnenfelder-, der Hallstatt- und Latènezeit. | D-5-6330-0022 |      |
| Höchstadt an der Aisch (Standort) | Bestattungsplatz des ausgehenden Frühmittelalters mit Körpergräbern. | D-5-6330-0025 |      |
| Höchstadt an der Aisch (Standort) | Siedlung des Neolithikums sowie der Metallzeiten. | D-5-6330-0028 |      |
| Höchstadt an der Aisch (Standort) | Siedlung vorgeschichtlicher Zeitstellung, darunter der Urnenfelderzeit. | D-5-6330-0029 |      |
| Höchstadt an der Aisch (Standort) | Siedlung des Neolithikums. | D-5-6330-0034 |      |
| Höchstadt an der Aisch (Standort) | Siedlung des Neolithikums. | D-5-6330-0035 |      |
| Höchstadt an der Aisch (Standort) | Siedlung vorgeschichtlicher Zeitstellung. | D-5-6330-0056 |      |
| Höchstadt an der Aisch (Standort) | Siedlung der Urnenfelderzeit. | D-5-6330-0067 |      |
| Höchstadt an der Aisch (Standort) | Freilandstation des Mesolithikums. | D-5-6330-0070 |      |
| Höchstadt an der Aisch (Standort) | Freilandstation des Mesolithikums. | D-5-6330-0071 |      |
| Höchstadt an der Aisch (Standort) | Freilandstation des Mesolithikums. | D-5-6330-0084 |      |
| Höchstadt an der Aisch (Standort) | Mittelalterliche und frühneuzeitliche Befunde im Bereich der Kath. Filialkirche St. Martin in Ailersbach, einschließlich umfriedetem Kirchhof mit Körpergräbern.                                                                                              | D-5-6330-0092 |      |
| Höchstadt an der Aisch (Standort) | Mittelalterliche und frühneuzeitliche Befunde im Bereich der Antoniuskapelle auf dem Lauberberg. | D-5-6330-0093 |      |
| Höchstadt an der Aisch (Standort) | Siedlung der späten Bronze- und der Urnenfelderzeit. | D-5-6330-0100 |      |
| Höchstadt an der Aisch (Standort) | Mittelalterliche und frühneuzeitliche Befunde im Bereich der Kath. Pfarrkirche St. Vitus in Sterpersdorf. | D-5-6330-0103 |      |
| Höchstadt an der Aisch (Standort) | Freilandstation des Mesolithikums, Siedlung vorgeschichtlicher Zeitstellung. | D-5-6330-0172 |      |